# ستيفن ماكدونل
ستيفن ماكدونل (بالإنجليزية: Stephen McDonnell)‏ هو لاعب قذف أيرلندي، ولد في 28 يناير 1989 في كورك في جمهورية أيرلندا.